# Crisi di Corfù
La crisi di Corfù (in greco κατάληψη της Κέρκυρας? Katàlipsi tis Kèrkyras), fu una crisi diplomatica e militare che vide contrapposte Italia e Grecia agli inizi degli anni Venti del XX secolo. Venne innescata quando il generale Enrico Tellini, a capo di una commissione per risolvere una disputa di confine tra Albania e Grecia, venne assassinato in territorio greco insieme ai membri del suo Stato maggiore. In risposta, Benito Mussolini emise un grave ultimatum alla Grecia e quando esso non venne accettato del tutto, inviò forze per bombardare ed occupare Corfù. Mussolini sfidò la Società delle Nazioni e dichiarò che l'Italia se ne sarebbe andata in caso di arbitrato durante la crisi.
Successivamente la Conferenza degli Ambasciatori della Società delle Nazioni, svoltasi a Parigi il 27 settembre 1923, impose alla Grecia il pagamento di 50 milioni all'Italia, il tributo di onori alla bandiera italiana, un'indagine indipendente sull'eccidio, il riconoscimento dell'arbitrato sui confini albanesi. Di conseguenza, le truppe italiane evacuarono Corfù. Tutte le richieste dell'Italia erano state accettate, a dimostrazione della sudditanza societaria alle grandi potenze.

## Antefatti
Durante la guerra italo-turca del 1911-12, l'Italia aveva occupato le isole del Dodecaneso, la cui popolazione era in gran parte greca. In base all'accordo Venizelos-Tittoni del 1919, l'Italia promise di cedere le isole del Dodecaneso ad eccezione di Rodi alla Grecia in cambio del riconoscimento greco delle pretese italiane verso parte dell'Anatolia. Tuttavia, le vittorie del movimento nazionalista turco avevano posto fine a tutti i piani di spartizione dell'Asia Minore entro il 1922, e Mussolini sostenne che era da quando gli italiani erano stati costretti a lasciare la Turchia che aveva annullato l'obbligo di cedere le isole del Dodecaneso alla Grecia. I greci continuarono a fare pressioni su Mussolini sulla questione del Dodecaneso e, nell'estate del 1923, egli ordinò il rafforzamento della guarnigione italiana nel Dodecaneso come parte dei suoi piani per annettere formalmente le isole all'Italia, il che fece sì che la Grecia pubblicasse note di protesta.
Nel maggio 1923, durante una visita a Roma, il ministro degli Esteri britannico, Lord Curzon, disse a Mussolini che la Gran Bretagna avrebbe ceduto l'Oltregiuba e Giarabub all'Italia come parte di una soluzione generale di tutte le rivendicazioni italiane, dicendo che gli italiani dovevano risolvere le loro controversie sia con la Jugoslavia che con la Grecia come parte dell'accordo. Secondo i termini del Trattato di Londra, in base al quale l'Italia entrò nella prima guerra mondiale nel 1915, la Gran Bretagna aveva promesso di cedere l'Oltregiuba e Giarabub all'Italia e, poiché Mussolini aveva fondato il Partito fascista nel 1919 in parte per protestare contro la "vittoria mutilata" del 1918 poiché l'Italia non ottenne tutto il territorio promesso dal Trattato di Londra, l'Oltregiuba e Giarabub ebbero un'importanza simbolica sovradimensionata in Italia molto sproporzionata rispetto al reale valore di questi territori. Ottenere l'Oltregiuba e Giarabub avrebbe significato che l'Italia avrebbe dovuto risolvere la disputa di Fiume con la Jugoslavia e la disputa delle isole del Dodecaneso con la Grecia, per nessuna delle quali Mussolini voleva scendere a compromessi. Attraverso l'accordo Milner-Scialoja del 1920 aveva impegnato la Gran Bretagna a cedere l'Oltregiuba e Giarabub all'Italia, gli inglesi avevano successivamente legato quello al fatto che gli italiani avrebbero risolto prima la disputa sulle isole del Dodecaneso. In base al trattato di Losanna del luglio 1923, tutte le potenze Alleate abbandonarono le loro rivendicazioni in Turchia, danneggiando gravemente il prestigio di Mussolini che aveva promesso, come leader dell'opposizione, di ottenere tutti i territori per i quali gli italiani avevano combattuto nella prima guerra mondiale, incluso un grande pezzo di Anatolia. Avendo denunciato i suoi predecessori come leader deboli che avevano portato alla "vittoria mutilata" del 1918 e avendo promesso di essere un "leader forte" che avrebbe annullato la "vittoria mutilata", Mussolini entro l'estate del 1923 doveva affrontare la realtà che l'Italia era semplicemente troppo debole per realizzare tutte le sue promesse.
Ci fu una disputa di confine tra Grecia ed Albania. Le due nazioni portarono la disputa alla Conferenza degli Ambasciatori, che creò una commissione di ufficiali britannici, francesi e italiani per determinare il confine, che venne autorizzata dalla Società delle Nazioni a risolvere la controversia. Il generale italiano Enrico Tellini divenne il presidente della commissione. Dall'inizio dei negoziati, le relazioni tra la Grecia e la commissione erano pessime. Alla fine il delegato greco accusò apertamente Tellini di lavorare a favore delle affermazioni dell'Albania.

## L'eccidio di Giannina
Nel luglio del 1923, Mussolini aveva ordinato agli ammiragli della Regia Marina d'iniziare i preparativi per l'occupazione di Corfù, che secondo lui sarebbe accaduto quell'estate in risposta agli "atti provocatori attesi" dalla Grecia. Il ministro della Marina, l'ammiraglio Paolo Thaon di Revel, accolse con favore il piano della conquista di Corfù per motivi di bilancio, ritenendo che un trionfo da parte della Regia Marina avrebbe mostrato al popolo italiano l'importanza della marina e quindi portato a un bilancio navale più ampio. Allo stesso tempo, Mussolini non informò i diplomatici professionisti di Palazzo Chigi dei suoi piani per impadronirsi di Corfù, aspettandosi che si sarebbero opposti, un'attesa che venne confermata quando Corfù venne effettivamente bombardata.
Il 27 agosto 1923 Tellini, due suoi aiutanti, il loro interprete e un autista caddero in un'imboscata e vennero assassinati da assalitori ignoti al valico di frontiera di Kakavia, che si trova vicino alla città di Ioannina, nel territorio greco. Le cinque vittime furono Tellini, il maggiore Luigi Corti, il tenente Mario Bonacini, l'interprete albanese Thanas Gheziri e l'autista Remigio Farnetti. Nessuna delle vittime venne derubata. L'incidente si verificò vicino al confine controverso e quindi avrebbe potuto essere stato eseguito da entrambe le parti.
Secondo i giornali italiani e la dichiarazione ufficiale del governo albanese, l'attacco era stato compiuto dai greci, mentre altre fonti, tra cui il governo greco, i suoi funzionari ed il console rumeno a Giannina, attribuivano l'omicidio ai banditi albanesi. Nell'aprile del 1945, l'ambasciatore britannico in Grecia, Reginald Leeper, inviò una lettera al segretario agli esteri britannico Sir Anthony Eden che esprimeva il punto di vista che erano stati i çam albanesi i responsabili dell'omicidio del generale Tellini. La lettera affermava che un bandito çam albanese di nome Daout Hodja (Daut Hohxa) uccise il generale Tellini e gli altri ufficiali. Riassumendo le prove più recenti, lo storico greco Aristotele Kallis scrisse: "Gran parte dell'incidente che ha provocato l'assassinio di Tellini rimane poco chiaro. Esistono prove sufficienti per dare credito all'argomento del governo greco secondo cui gli autori avevano effettivamente avuto origine dall'Albania e avevano attraversato il confine illegalmente per tendere un'imboscata all'auto all'interno della Grecia e quindi incolpare la parte greca".

## La crisi
Alla notizia dell'omicidio, scoppiarono manifestazioni anti-greche in Italia. Secondo quanto riportato dai giornali australiani, i giornali greci "condannano all'unanimità il crimine Tellini ed esprimono sentimenti amichevoli nei confronti dell'Italia. Sperano che il governo dia legittima soddisfazione all'Italia senza andare oltre i limiti della dignità nazionale."
Mussolini, nel condannare l'eccidio, inviò un ultimatum al Governo greco pretendendo da esso, oltre alle scuse formali, la celebrazione di funerali solenni alla presenza delle autorità greche, l'istituzione di una commissione d'inchiesta (a cui avrebbe partecipato anche un delegato italiano) per individuare i colpevoli, la pena capitale per questi ultimi, un risarcimento economico di 50 milioni di lire e gli onori militari alla bandiera italiana da parte della flotta greca in occasione della cerimonia del rientro delle salme. La proposta venne accolta dal Governo greco solo in parte e Mussolini replicò schierando nel mar Ionio una squadra navale composta dalle corazzate Conte di Cavour, Giulio Cesare, Andrea Doria e Duilio.
L'Italia occupò, quindi, Corfù il 29 agosto. Prima dello sbarco delle truppe italiane, il rifiuto greco di innalzare la bandiera bianca in segno di resa provocò il bombardamento dal mare del vecchio forte dell'isola, innescando la crisi. Il forte era stato considerato un'installazione militare, ma era al momento occupato da profughi, di lingua greca, espulsi dall'Anatolia, di cui almeno una decina rimasero uccisi (e molti altri feriti) dai colpi italiani. Atene chiese allora l'intervento della Società delle Nazioni, trovandovi l'appoggio di Londra, mentre Parigi accoglieva l'eccezione italiana che ne disconosceva la competenza e che chiedeva che l'arbitrato fosse affidato alla Conferenza degli Ambasciatori.
Il premier britannico Baldwin mobilitò parte della Royal Navy, potenziando la flotta del Mediterraneo. Questo generò una grossa crisi all'interno del governo italiano: Revel, ministro della marina, con buona parte della vecchia guardia della Regia Marina, riteneva irrinunciabile un rapporto di amicizia, se non di alleanza, tra Italia e Gran Bretagna, pena la sconfitta in battaglia, malgrado l'occupazione di Corfù e la guerra con la Grecia fossero da tempo opzioni ben considerate dalla Regia Marina; Mussolini era invece disposto a rischiare e a portare avanti una politica revisionista rispetto ai trattati di pace e alla Società delle Nazioni. Anzi Mussolini in questa occasione pensò di ritirare l'Italia dalla Società stessa e di forzare la mano per annettere Corfù e le isole Ionie all'Italia, ma tutti i suoi ministri militari (la cui alleanza gli era allora indispensabile e che erano molto autorevoli perché avevano guidato il paese alla vittoria nel 1918) lo sconsigliarono risolutamente e minacciarono dimissioni in massa, prospettandogli un conflitto in cui sicuramente sarebbero stati in guerra contro l'impero britannico, la Grecia, la Jugoslavia e, probabilmente, anche la Francia (fino a quel momento favorevole all'Italia, ma pronta a cambiar partito nel caso fosse stata coinvolta la Jugoslavia).
Il 27 settembre Corfù venne evacuata dalle truppe italiane dopo che la Conferenza degli Ambasciatori ebbe riconosciuto come legittime le richieste dell'Italia alla Grecia. Il Governo greco dovette, quindi, accettare di pagare i 50 milioni richiesti e di tributare gli onori alla bandiera italiana che la squadra navale ricevette al Falero, uno dei porti di Atene, per far poi definitivamente ritorno a Taranto il 30 settembre 1923.  Il Governo italiano in seguito alla morte dei profughi dovuti al bombardamento del forte, ritenuto erroneamente una postazione militare, rimosse dal comando l'ammiraglio, capo delle operazioni di invasione e stanziò metà della somma versata dalla Grecia come indennità ai Cavalieri di San Giovanni di Gerusalemme perché fosse destinata al soccorso dei rifugiati greci 

## Il contesto politico e diplomatico
La reazione di Mussolini, certamente sproporzionata e forse dettata anche dall'ambizione di annettere stabilmente Corfù all'Italia, era comunque in linea con la condotta anti-greca assunta da tempo dalla politica estera italiana sia per quanto riguardava l'Albania meridionale, rivendicata dalla Grecia, sia per la questione del Dodecanneso. L'accordo segreto italo-greco siglato a Parigi il 29 luglio 1919 prevedeva infatti la cessione, con l'esclusione di Rodi, del Dodecanneso alla Grecia, mentre all'Italia sarebbe spettato il mandato sull'Albania centrale e su una zona meridionale dell'Asia minore.
La crisi di Corfù offrì dunque al governo italiano l'occasione di non dare alcun seguito ai patti convenuti con quello greco riguardo al Dodecanneso, tanto più che le ambizioni espansionistiche italiane sull'Albania erano fortemente contrastate in seno alla Società delle Nazioni e quelle sull'Asia minore erano irrimediabilmente compromesse dall'esito ormai assunto dalla guerra greco-turca allora in corso.
La prova di forza che vide protagonista l'Italia, servì inoltre a convincere la Iugoslavia ad aprire quelle trattative diplomatiche che avrebbero portato, di lì a poco, alla stipula del trattato di Roma col riconoscimento della sovranità italiana sulla città di Fiume.
La crisi di Corfù contribuirà ad indebolire il governo greco, peggiorando il clima politico che porterà ad ottobre alla richiesta di alcuni gruppi rivoluzionari dell'abdicazione di Giorgio II di Grecia, costretto a lasciare il Paese a dicembre, pochi mesi prima della nascita della cosiddetta "seconda repubblica ellenica" durata fino al 1935 (quando Giorgio II tornerà sul trono).